# Авангард (музика)
Вижте пояснителната страница за други значения на Авангард.
Авангард в музиката (наричан още Музика на 20 век) е название, обединяващо различни течения в модерната музика на 20 век, от 1910 г. в Италия, по-късно във Франция и други страни. Представителите му претендират за революционно обновяване на музиката, а фактически рушат основите и (ладотоналност, формоизграждане, мелодизъм), изградени през вековете в обществено-историческата практика и осигуряващи осъществяването на социалните и естетическите ѝ функции.

## Периоди
Авангардната музика се дели на три подпериода:

## Импресионизъм
Периодът обхваща началото на 19 век до Втората световна война.
Импресионизмът е течение в изкуството, възникнало във Франция в края на 19 век.
В основата на импресионизма стои стремежът да се използват научните открития от това време в областта на физиката и на цветовете, за да се постигне по-близко до природата предаване на цветовете и тоновете в живописта. Свързва се и с времето, когато през 60-те години на 19 век видни френски художници започват да излагат на обществен показ творбите си.
Името на движението се свързва с творбата на Клод Моне „Импресия: Изгрев“. През 1874 г. импресионисти (макар още неизвестни като такива) организират изложба, по повод на която Луис Лерой (гравьор, художник и утвърдил се драматург) пише остра критика във вестник „Le Charivari“. В статията, озаглавена „Изложбата на импресионистите“, Лерой заявява, че „Импресия: Изгрев“ на Клод Моне е неясна и объркана – просто една скица, план на творба, която не може да се нарече завършена композиция. Влиянието на идеята на Моне обаче обхваща целия свят на изкуството и води до появата на музикалния и литературния импресионизъм.
Във времето, когато имресионизмът възниква, изкуството се считало за консервативно забавление. Академията по изкуство налагала стандартите на френското изкуство – съдържанието на творбите (исторически и религиозни картини, както и портрети) и техниките (тъмни и консервативните цветове, фини образи, съответстващи на действителността). Академията насърчавала художниците да премахнат всички следи от „замахване с четката“, което изолирало изкуството от личността, емоциите и техниките на твореца.
През 1863 г. критиците отхвърлят „Закуска на тревата“ от Едуар Мане главно защото изобразява гола жена с двама облечени мъже на пикник. Според критиците, в исторически и алегорични творби можело да се изобрази гола жена, но никога в обикновена обстановка. Мане се чувствал силно унижен.
Неговата картина обаче предизвикала еуфория сред френските художници. Въпреки че Мане не се смятал за импресионист, той посещавал кафе „Гуербос“, където се събирали импресионистите.
След като видял отхвърлените творби, император Наполеон III издал едикт, който гласи, че този, който ще оценява творбите на художниците, е народът. Така е създаден и „Салонът на отхвърлените“ – място, където се събирали отхвърлените от критиците картини и всеки имал право да ги разгледа и прецени дали заслужено са били пренебрегнати.
Първоначално на картините се гледа като на изображения на исторически и религиозни обекти в преимуществено официален стил. По-късно художниците започват да рисуват предмети и лица от всекидневието. Много холандски художници от 17 век като Ян Стеен, се насочват към изобразяване на всекидневните неща, но техните творби остават подвластни на традиционните композиции, що се отнася до подреждане на пейзажа.
Фотографията става все по-популярна, апаратурата – лесно преносима. Така фотографиите били откровени, реални, достоверни. Това вдъхновило импресионистите да уловят момента, не само в мимолетните светлини на пейзажа, но и на битието. Възникването на импресионизма бележи появата на интерес към недуховни, земни предмети. Бил създаден нов метод за улавяне на образите.
Младите художници изобразяват своите творби с ярки, светли нюанси за разлика от поколенията художници преди тях. Те продължават този стил на реализъм, започнат от Гюстав Курбе, Уинслоу Хомър и Барбизонската школа. Критиците постоянно отхвърлят техните творения. Най-упоритата група художници включвала Клод Моне, Пиер Огюст Реноар и Алфред Сисле, които учили при Шарл Глейр. Тримата стават големи приятели и често рисуват заедно.
Към школата на импресионизма принадлежат още Едуар Мане, Едгар Дега, Камий Писаро, Берта Моризо и др.
Близки до импресионизма са Винсент ван Гог, Пол Гоген, Пол Синяк, които го допълват със свои концепции и виждания, създавайки постимресионизма, поантилизма и др.
Импресионистите започват напълно да доминират над миналите поколения художници. Техните творби са свежи и оригинални. На публиката се струват странни и незавършени. За този стил е характерно рисуването на битието, а не както преди на идеалната красота. Рисува се на открито, за да се улови моментната и преходна слънчева светлина.
Импресионистките картини са рисувани в чисти, непреливащи тонове, които им придават спонтанност и колорит. Аспект на новост при импресионизма е и това, че повърхността на картините се изобразява с плътна боя. Композициите са простички и оригинални. Те наблягат на цялостния ефект, а не толкова на детайлите.

## Експресионизъм
Периодът започва от Втората световна война.
Ескпресионизмът (от латински expressio, израз) е течение в европейското изкуство, което намира израз главно в изобразителното изкуство и литературата в началото на XX век. При него формите се създават от субективни реакции спрямо наблюдаваната реалност, при което формата и цветът са деформирани, липсва реализъм и пропорции. Терминът е въведен от немския художествен критик Х. Валден.
Основен стилистически критерий за музиката от този период е еманципацията на дисонанса. Откриват се нови тонални системи до атонална музика и додекафония, при която всички дванадесет тона на октавата са равноправни. Много други губят своята валидност и се появяват нови тембъри.
Експресионизмът в музиката се развива главно в Германия и Австрия.
Представители на експресионизма в музиката:
- Арнолд Шьонберг (1874 – 1951)
- Александър Скрябин (1872 – 1915)
- Игор Стравински (1882 – 1971)
- Сергей Прокофиев (1891 – 1953)
- Ернст Кренек (1900 – 1991)
- Бела Барток(1881 – 1945)
- Антон Веберн (1883 – 1945)
- Албан Берг (1885 – 1935)
- Феручо Бузони (1886 – 1924)